# Anna Cyganovová
Anna Cyganovová (rusky: Анна Цыганова, * 6. září 1993 Krasnojarsk) je ruská reprezentantka ve sportovním lezení. Mistryně světa, Evropy a juniorská mistryně světa v lezení na rychlost. Závodí také v lezení na obtížnost a v boulderingu.

## Výkony a ocenění
- 2016: nominace na Světové hry 2017 ve Vratislavi za 1. místo na MS

### Závodní výsledky
- nejlepší čas v kvalifikaci na MS 2016 (7.88 s na 15m standardní rychlostní cestě)

| Světové hry | Světové hry |
| Rok         | 2017        |
| ----------- | ----------- |
| Rychlost    | nominace    |

| Mistrovství světa | Mistrovství světa | Mistrovství světa | Mistrovství světa | Mistrovství světa |
| Rok               | 2011              | 2012              | 2014              | 2016              |
| ----------------- | ----------------- | ----------------- | ----------------- | ----------------- |
| Rychlost          | 2                 | 31-32             | 7                 | 1                 |
| Bouldering        | 59-60             | —                 | —                 | —                 |

| Světový pohár       | Světový pohár | Světový pohár             | Světový pohár    | Světový pohár     | Světový pohár    | Světový pohár | Světový pohár   |
| Rok                 | 2009          | 2011                      | 2012             | 2013              | 2014             | 2015          | 2016            |
| ------------------- | ------------- | ------------------------- | ---------------- | ----------------- | ---------------- | ------------- | --------------- |
| Obtížnost           | 0             | —                         | —                | 42-46             | —                | —             | 46-49           |
| jednotlivě*         | 41            | —                         | —                | -,-,-,-, 17,-,-,- | —                | —             | -,22,-,-, -,-,- |
|                     |               |                           |                  |                   |                  |               |                 |
| Rychlost            | —             | 7                         | 21               | 18                | 12               | 4             | 5               |
| jednotlivě* (1/2/4) | —             | 7,14,-, 5,18              | -,-,-, -,6,-     | -,-,-,14, 6,-,-   | -,-,7,18, -,8,10 | 8,4,, · 5,    | ,15,-,, · 8,,,8 |
|                     |               |                           |                  |                   |                  |               |                 |
| Bouldering          | —             | 91-93                     | 0                | —                 | —                | —             | —               |
| jednotlivě*         | —             | 59-60,-,-,-, -,-,-,-,28,- | -,-,-,52,41-44,- | —                 | —                | —             | —               |
|                     |               |                           |                  |                   |                  |               |                 |
| Kombinace           | —             | 19                        | 0                | 18                | —                | —             | 4               |

- poznámka: nalevo jsou poslední závody v roce

| Zimní armádní světové hry | Zimní armádní světové hry |
| Rok                       | 2017                      |
| ------------------------- | ------------------------- |
| Rychlost klasická         | 1                         |
| Rychlost standardní       | 1                         |

| Mistrovství Evropy | Mistrovství Evropy | Mistrovství Evropy | Mistrovství Evropy |
| Rok                | 2013               | 2015               | 2017               |
| ------------------ | ------------------ | ------------------ | ------------------ |
| Rychlost           | 1                  | 4                  | 2                  |

| Akademické mistrovství Evropy | Akademické mistrovství Evropy |
| Rok                           | 2015                          |
| ----------------------------- | ----------------------------- |
| Obtížnost                     | 11                            |
| Rychlost                      | 3                             |
| Bouldering                    | 6                             |

| Mistrovství světa juniorů | Mistrovství světa juniorů | Mistrovství světa juniorů | Mistrovství světa juniorů | Mistrovství světa juniorů |
| Rok                       | 2008 kat B                | 2010 kat A                | 2011 juniorky             | 2012 juniorky             |
| ------------------------- | ------------------------- | ------------------------- | ------------------------- | ------------------------- |
| Obtížnost                 | 25                        | —                         | —                         | —                         |
| Rychlost                  | 14                        | 1                         | 1                         | 5                         |

| Evropský pohár juniorů | Evropský pohár juniorů | Evropský pohár juniorů | Evropský pohár juniorů | Evropský pohár juniorů |
| Rok                    | 2007 kat B             | 2009 kat A             | 2011 juniorky          | 2012 juniorky          |
| ---------------------- | ---------------------- | ---------------------- | ---------------------- | ---------------------- |
| Obtížnost              | x                      | x                      | —                      | —                      |
| jednotlivě             | 18w,-,-,-              | 12k,-,24m,-            | —                      | —                      |
| Rychlost               | x                      | x                      | x                      | x                      |
| jednotlivě             | 7w                     | 5k,7m                  | ch,-,-                 | 5ch,-,-                |
| Bouldering             | —                      | —                      | —                      | x                      |
| jednotlivě             | —                      | —                      | —                      | ,19                    |